# مبدأ منح الامتياز
مبدأ منح الامتياز هو مبدأ أساسي من مبادئ قانون الاتحاد الأوروبي. وفقًا لهذا المبدأ، يعد الاتحاد الأوروبي اتحادًا للدول الأعضاء، ويتم منحه جميع اختصاصاته طواعية من قبل الدول الأعضاء فيه. لا يتمتع الاتحاد الأوروبي بأي صلاحيات عن طريق الحق، وبالتالي فإن أي مجالات للسياسة لم يتم الاتفاق عليها صراحة في المعاهدات من قبل جميع الدول الأعضاء تظل مجالًا للدول الأعضاء. يشير هذا إلى أن الدول الأعضاء لها الحق في التعامل مع جميع الأمور التي تقع خارج نطاق اتفاقيات معاهدات الاتحاد الأوروبي ولا يمكن للاتحاد الأوروبي التصرف إلا ضمن الاختصاصات الممنوحة التي حددتها الدول الأعضاء في المعاهدات.
لطالما كان هذا المبدأ أساس الاتحاد الأوروبي، ولكن تم تحديده صراحة لأول مرة في المعاهدة الفاشلة التي أسست دستورًا لأوروبا وتم نقله إلى معاهدة الاتحاد الأوروبي محلها. تم توضيحه بالكامل في المادتين 4 و5 من معاهدة الاتحاد الأوروبي.
توضح كلا المادتين أن الاتحاد يعمل فقط ضمن حدود الاختصاصات الممنوحة له من قبل الدول الأعضاء، ولكن بعد ذلك تنص بوضوح على أن «الاختصاصات التي لم تُمنح للاتحاد في المعاهدات تظل مع الدول الأعضاء». تكرر المادة 4 (1) هذا وتنص على أن «يجب على الاتحاد احترام المساواة بين الدول الأعضاء أمام المعاهدات وكذلك هوياتها الوطنية المتأصلة في هياكلها الأساسية، السياسية والدستورية، ب بما في ذلك الحكم الذاتي الإقليمي والمحلي. وعليها أن تحترم الوظائف الأساسية للدولة، بما في ذلك ضمان سلامة أراضي الدولة، والحفاظ على القانون والنظام، وحماية الأمن القومي. على وجه الخصوص، يظل الأمن القومي المسؤولية الوحيدة لكل دولة عضو.»
في العديد من المجالات، يتقاسم الاتحاد الاختصاصات مع الدول الأعضاء. بمجرد أن يقر الاتحاد التشريع في هذه المجالات، ينتقل الاختصاص إلى الاتحاد.